# Hacıqədirli (Ağsu)
Hacıqədirli è un comune dell'Azerbaigian situato nel distretto di Ağsu. Conta una popolazione di 298 abitanti.